# Tuttlingen
Tuttlingen egy Baden-Württemberg déli részén található város, Tuttlingen megye székhelye és legnagyobb városa. Számos orvostechnológiai cégnek köszönhetően Tuttlingen az „orvosi technológia világfővárosának” nevezi magát. 

## Fekvése
Tuttlingen a Felső-Duna völgyében a Duna két partján fekszik. A legközelebbi nagyobb város a körülbelül 30 km-re észak-nyugatra fekvő Villingen-Schwenningen.

## Városszerkezet
Tuttlingen négy részből állt össze. A városi terület a központi városból és Möhringen városából áll, amelyet az 1970-es évek önkormányzati reformjának részeként építettek be, valamint a korábban független Nendingen és Eßlingen településekből.

## Története
Tuttlingen és környéke a bronzkor óta folyamatosan lakott helynek számít. A települést a 13. században alapították. 1377-ben Württemberghez került, ettől kezdve a tartomány felvidékének védőbástyája lett, így sokat szenvedett a háborúktól.
1803. november 1-jén a városnak a falon belüli része egy tűzvészben elpusztult. Ezután klasszicista stílusban építették újjá, sakktáblaszerű terv alapján. Vasútvonalát 1869-ben építették. A városban a második világháború idején hadifogolytábor volt.
A város egyetlen történelmi emléke a település szélén a 15. század közepén épített erődszerű Honburg vár romja.

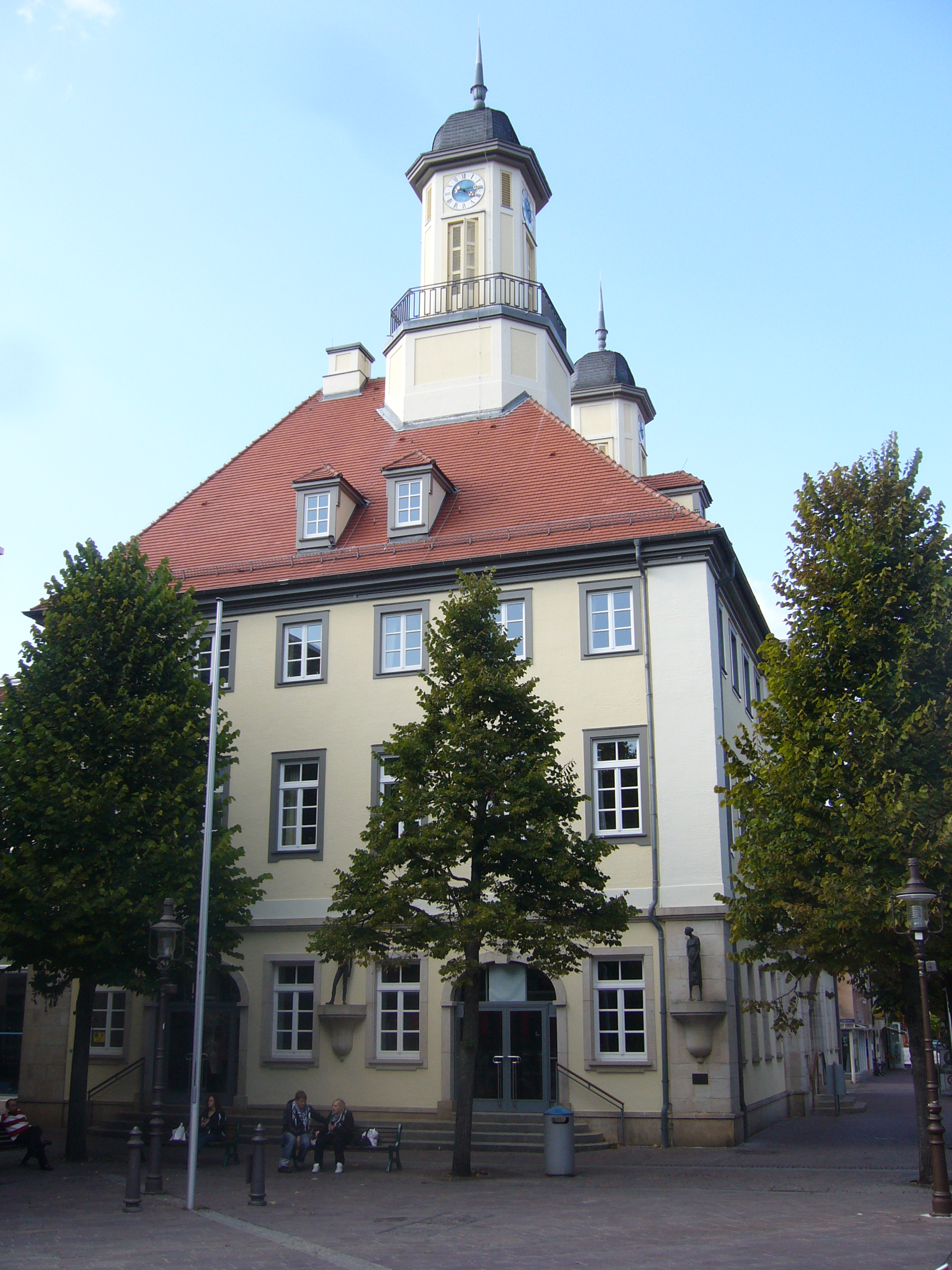
tuttingeni tanácsház

## Gazdaság
Tuttlingen regionális vasúti csomópont és autópályával is rendelkezik, ami kedvez az ipar itteni megtelepedésének: Tuttlingen több mint 1900 cég székhelye. Nagy számú vállalat telepedett meg a városban és környékén. Tuttlingen az orvosi technológia gyártása terén a „világ központja” (mintegy 600 cég közvetlenül vesz részt a sebészeti és gyógyászati termékek gyártásában).
A gépészeti és építőipari cégek is fontos munkáltatók a városban. Mivel a Dunánál található számos cserzőüzem közül néhány ma is létezik, ezek az üzemek hozzájárultak ahhoz, hogy cipőipar is kialakuljon a városban. A környéken főként az állattenyésztés dominál, nem a növénytermesztés – a kevés termékeny talaj és az áradások miatt.

## Kultúra
A város kulturális központja az új városháza. A színházak és a koncertek, mind a klasszikus, mind a pop és a rock, erre a helyre összpontosítanak.
A nyári hónapokban a Honbergi Nyárcímű rendezvény három héten keresztül zajlik nemzetközi művészekkel, akiknek a repertoárja a jazztől és rock & poptól az alternatív zenéig terjed.
2001-ben Tuttlingen alapította meg a délnyugat német kabarédíjat, a „Tuttlinger Crow”-t 7000 euró értékben. Ezen kívül minden év május vagy júniusában rendezik meg az éves népi fesztivált, valamint minden második évben ősszel rendezik meg a Tuttlinger Herbst vásárt; ezenkívül 1976 óta évente karneváli felvonulást is tartanak.
Júniusban a Southside Rock Festival számos nemzetközi zenekarral zajlik, a szomszédos Neuhausen településen, a korábbi hadsereg-repülőterén.
2008 óta a Donaupark rendezvénysorozatot évente júliusban és augusztusban rendezik meg.

## Turistalátványosságok

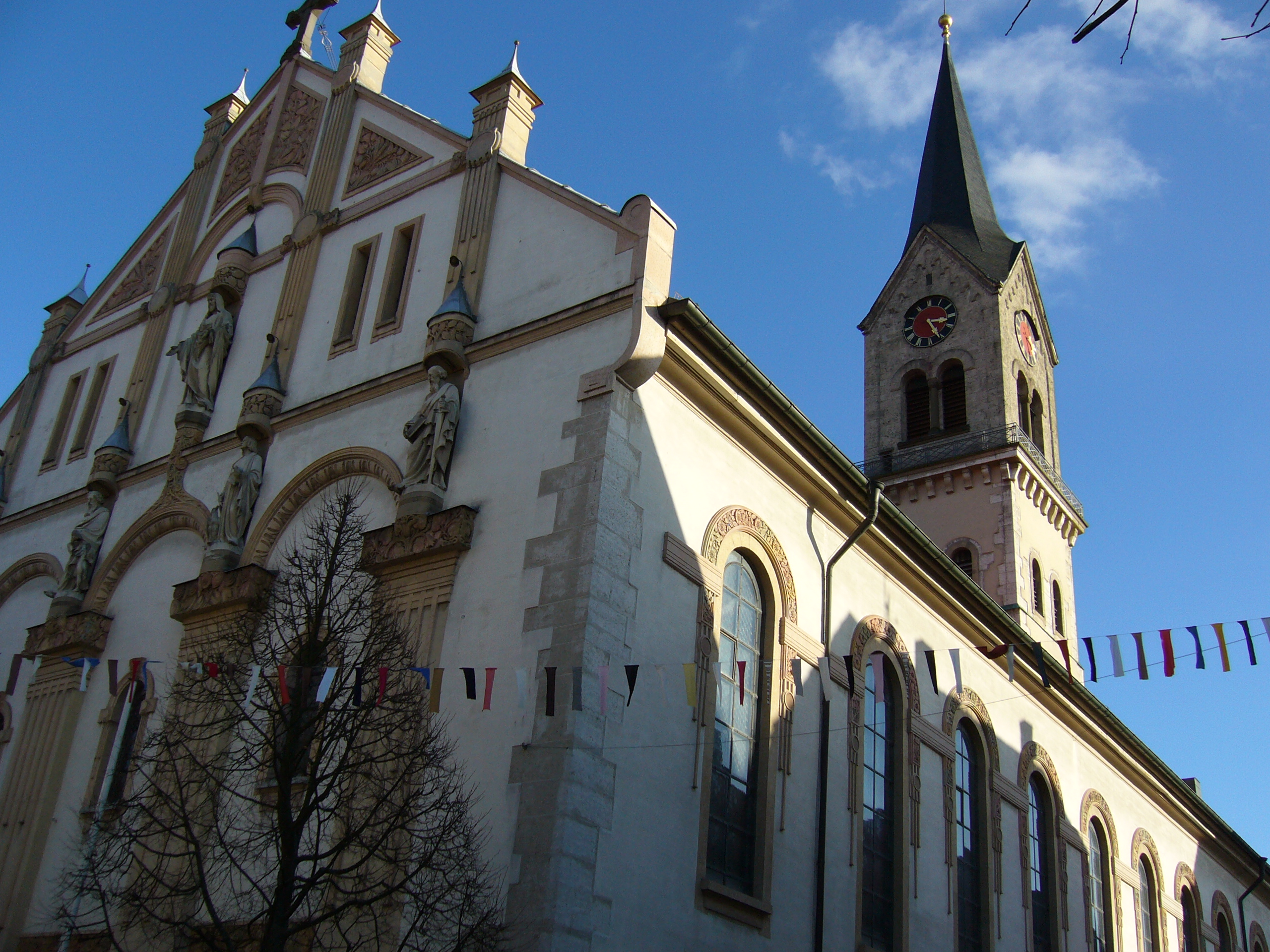
St. Péter és Pál templom Szecessziós stílusban

- Péter és Pál evangélikus templom Szecessziós stílusában.

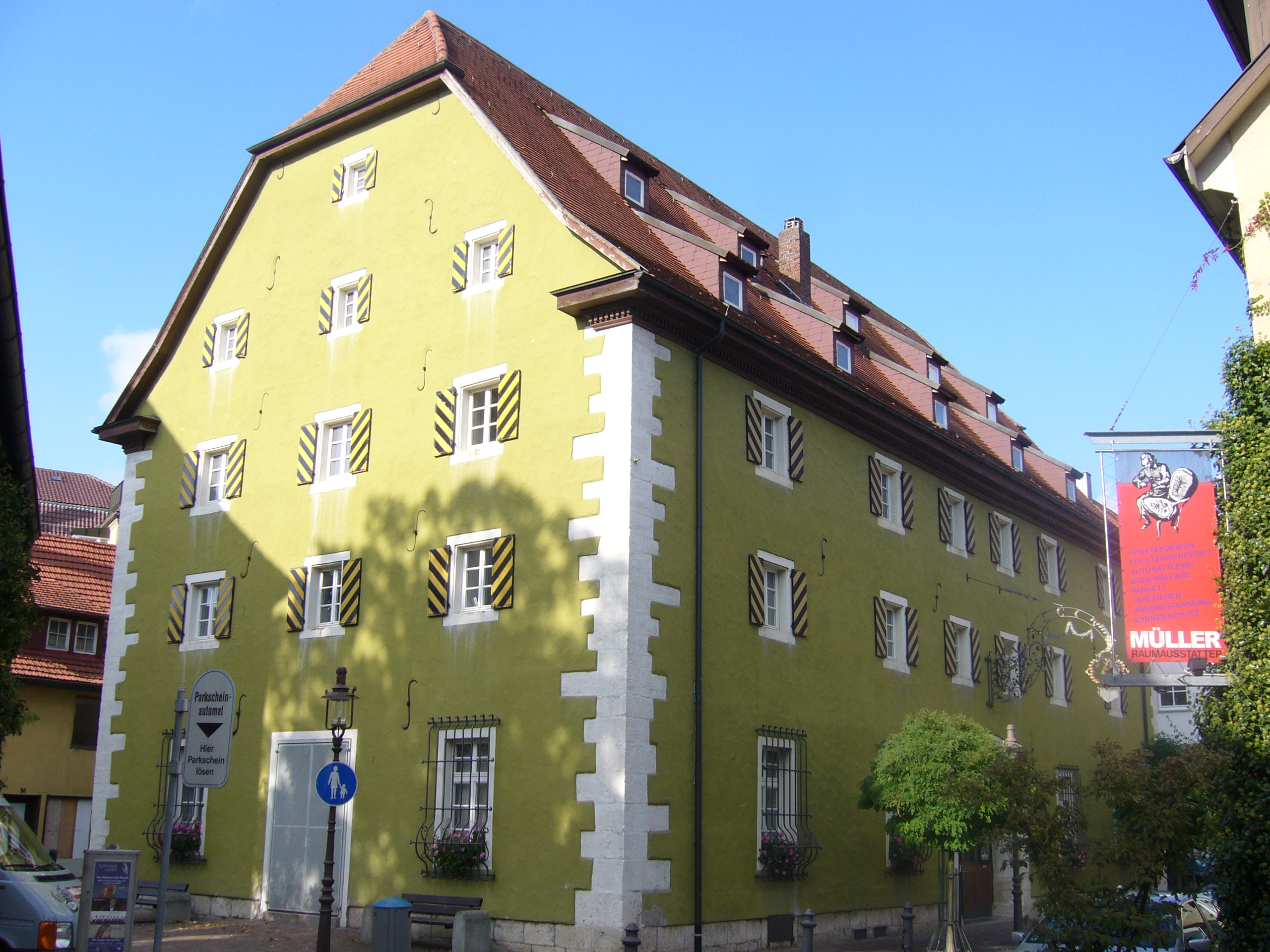
Fruchtkasten, ma múzeum

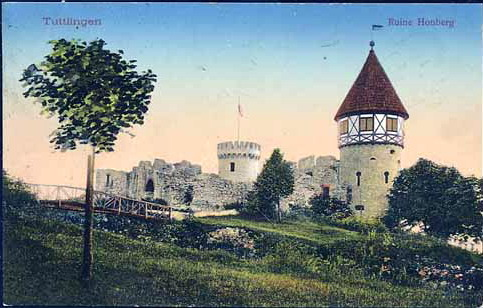
honbergi várrom 1911-ben

- A katolikus templom St. Gallus.

- A Fruchtkasten, ma múzeum.

- A honbergi várrom.
- A luginsfeldi várrom.

## Politika
A 36 fős városi parlamentet, a Gemeinederat-ot 2014 májusában választották meg.

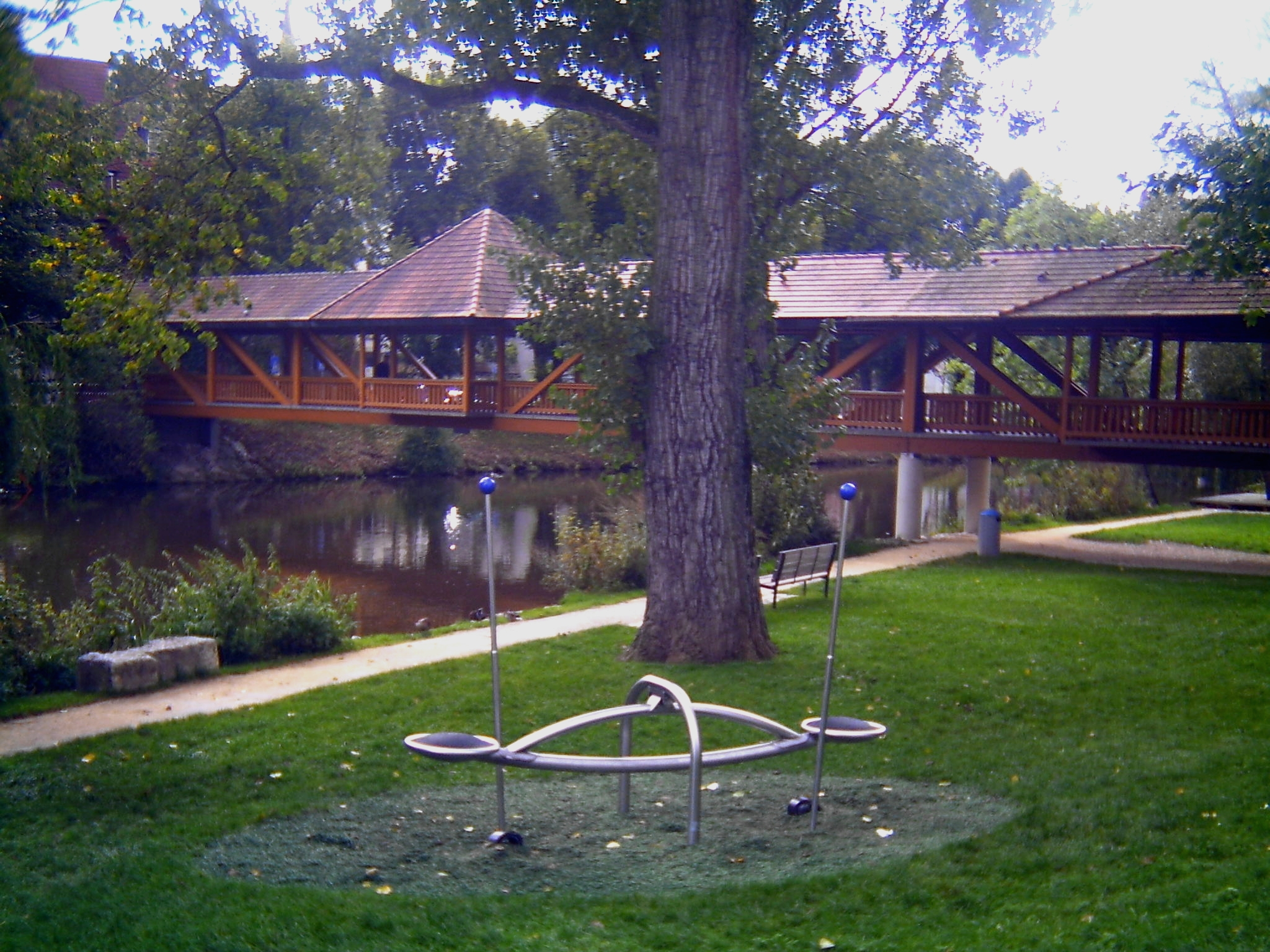
Dunapark

| párt / lista          | eredmény | mandátum | +/– |
| CDU                   | 38,6%    | 13       | ± 0 |
| SPD                   | 19,2%    | 7        | − 1 |
| Zöld lista            | 21,8%    | 7        | + 1 |
| FWG                   | 10,0%    | 4        | − 1 |
| FDP                   | 4,7%     | 3        | ± 0 |
| InnoTut (IT)          | 3,0%     | 1        | + 1 |
| Tuttlinger Liste (TL) | 2,8%     | 1        | + 1 |

## Testvérvárosai
- Battaglia Terme, Olaszország
- Bex, Svájc
- Bischofszell, Svájc
- Draguignan, Franciaország
- Waidhofen an der Ybbs, Ausztria